# Mocsok (film, 2013)
A Mocsok (eredeti cím: Filth) 2013-ban bemutatott belga–brit–német–svéd bűnügyi filmvígjáték-thriller, melyet Jon S. Baird írt és rendezett. A film alapjául Irvine Welsh azonos című 1998-as regénye szolgált. A főbb szerepekben James McAvoy, Jamie Bell és Jim Broadbent látható.

## Cselekmény
Bruce Robertson edinburgh-i őrmester intrikus, manipulatív, embergyűlölő személy, hajlamos a zsarnokoskodásra mások felett. Szabadidejét drogokkal, alkohollal, bántalmazó szexuális kapcsolatokkal és az általa "játszmának" nevezett áskálódásokkal tölti – vagyis bosszúszomjas cselszövéseket agyal ki az általa nem kedvelt emberek, köztük saját kollégái ellen is.
A nyomozó előszeretettel használja ki visszafogott modorú barátját, Clifford Bladest, akivel ugyanazon szabadkőműves páholy tagja. Clifford feleségét, Buntyt rendszeresen zaklatja névtelen, obszcén telefonhívásokkal. Robertson egyedül egy Mary nevű özvegy nőt és annak kisfiát kedveli őszintén. A nő szívrohamot kapott férjét korábban ő próbálta újraéleszteni az utcán, sikertelenül.
A film elején Bruce fő célja a detektívfelügyelővé történő előléptetése. Ennek egyik feltétele egy megölt japán cserediák gyilkosainak megtalálása. Bruce azonban egyre inkább elveszíti kapcsolatát a külvilággal és egyre élénkebb hallucinációk gyötrik. Álomszerű párbeszédei Dr. Rossival, a pszichológusával bemutatják, hogy Bruce bipoláris zavarban szenved és gyógyszereket szed. Emellett elfojtotta egy gyerekkori traumáját, melynek során egy balesetben öccse meghalt és ezért azóta is bűntudat gyötri. Felesége, Carole elhagyta és nem engedi találkozni lányukkal, Stacey-vel.
Bruce családi kudarcai miatt kétségbeesetten vágyik az előléptetésre és korábban elkezdte felesége ruháit viselni, ezzel próbálva közelebb érezni a nőt magához. Amikor női ruhákban az utcán barangol, egy utcai banda, Gorman vezetésével elrabolja őt (ugyanazok a bűnözők, akik a japán fiúval is végeztek), majd csúnyán összeverik. A nyomozó végül megöli Gormant, kihajítva egy ablakon és rendőr munkatársai rátalálnak. Az incidens miatt nem csupán az előléptetésnek inthet búcsút, de le is fokozzák, míg az újonc Ray Lennox szerzi meg az áhított kinevezést.
Clifford bocsánatkérő videószalagot kap Bruce-tól. A nyomozó épp készül felakasztani magát, de az utolsó pillanatban Mary és annak fia kopogtat az ajtaján. Bruce a negyedik falat áttörve megismétli mottóját a nézőknek – „ez egy ilyen dolog” – és nevet, miközben a szék kicsúszik a lába alól, a férfi halálát okozva.

## Szereplők
| Szerep                  | Színész            | Magyar hang        |
| ----------------------- | ------------------ | ------------------ |
| Bruce "Robbo" Robertson | James McAvoy       | Hevér Gábor        |
| Ray Lennox              | Jamie Bell         | Hujber Ferenc      |
| Clifford Blades         | Eddie Marsan       | Scherer Péter      |
| Amanda Drummond         | Imogen Poots       | Pikali Gerda       |
| Dougie Gillman          | Brian McCardie     | Koncz István       |
| Peter Inglis            | Emun Elliott       | Pál Tamás          |
| Gus Bain                | Gary Lewis         | Forgács Gábor      |
| Bob Toal                | John Sessions      | Harsányi Gábor     |
| Carole Robertson        | Shauna Macdonald   | Kovács Patrícia    |
| Dr. Verme Rossi         | Jim Broadbent      | Szokolay Ottó      |
| Mary                    | Joanne Froggatt    | Bogdányi Titanilla |
| Chrissie Gillman        | Kate Dickie        | Kiss Eszter        |
| Graeme Gorman           | Martin Compston    | Karácsonyi Zoltán  |
| Ocky                    | Iain De Caestecker | Előd Álmos         |
| Bunty Blades            | Shirley Henderson  | Agócs Judit        |
| Estelle                 | Joy McAvoy         | Peller Anna        |
| Lexo                    | Jordan Young       |                    |
| Karen                   | Pollyanna McIntosh |                    |
| Stephanie               | Bobby Rainsbury    |                    |
| Punter                  | David Soul         |                    |

## Filmzene

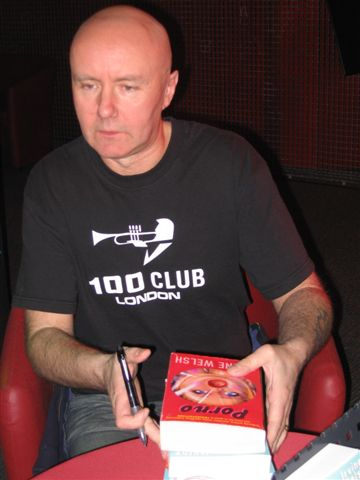
A film Irvine Welsh azonos című regényéből készült, melyet éveken át megfilmesíthetetlennek tartottak.

Forrás:
| 1.    | "Robbo's Theme"                   | Clint Mansell               | 1:14 |
| 2.    | "Will You Still Love Me Tomorrow" | The Shirelles               | 0:17 |
| 3.    | "Love Really Hurts Without You"   | Billy Ocean                 | 2:42 |
| 4.    | "Silver Lady"                     | David Soul                  | 3:00 |
| 5.    | "It's All Over Me"                | Otis Blackwell              | 3:43 |
| 6.    | "Born To Be Wild"                 | Wilson Pickett              | 2:44 |
| 7.    | "Supermarket Emptiness"           | Clint Mansell               | 0:37 |
| 8.    | "Creep"                           | Clint Mansell & Coco Sumner | 2:07 |
| 9.    | "Dr Love"                         | Tom Jones                   | 4:12 |
| 10.   | "Mercy"                           | The Third Degree            | 1:51 |
| 11.   | "Backdoor Santa"                  | Clarence Carter             | 3:20 |
| 25:47 |                                   |                             |      |

## Fordítás
- Ez a szócikk részben vagy egészben  a   Filth (film) című angol Wikipédia-szócikk ezen változatának fordításán alapul.  Az eredeti cikk szerkesztőit annak laptörténete sorolja fel. Ez a jelzés csupán a megfogalmazás eredetét és a szerzői jogokat jelzi, nem szolgál a cikkben szereplő információk forrásmegjelöléseként.